# Rudolf Maté
Rudolf Maté (geboren am 15. April 1877 in Szigetvar, Komitat Somogy; gestorben unbekannt) war ein deutsch-ungarischer Architekt jüdischer Konfession.

## Leben
Rudolf Maté schuf bis 1933 in Berlin eine Reihe Wohnbauten und Siedlungen, die die Entwicklung von Reformarchitektur zum Neuen Bauen abdecken. Ein Großteil seiner erhaltenen Bauten steht unter Denkmalschutz. Sein Wohnsitz in Berlin-Charlottenburg ist bis 1937 nachweisbar.
1927 heiratete er in Wilmersdorf die Opernsängerin Edith Maria Mathilde Kiss aus Budapest.

## Bauten und Entwürfe (Auswahl)
- 1905–1907: Mietshausgruppe (mit Alfred Schrobsdorff und Walter Zander) in Berlin-Charlottenburg, Kaiser-Friedrich-Straße 3–4[2]
- 1906–1907: Mietshaus und Laden für die Märkische Baugesellschaft m.b.H in Berlin-Charlottenburg, Kaiser-Friedrich-Straße 3[3]
- 1908: Entwurf zu einer Mietshausgruppe[4]
- 1909: Mietshaus in Berlin-Charlottenburg, Lohmeyerstraße 6 (mit Emil Langenick)[5]
- 1911: Mietshaus in Berlin-Charlottenburg, Witzlebenstraße 3[6]
- 1911–1912: Wohnhaus für den Geheimen Oberfinanzrat Erich Maron in Berlin-Charlottenburg, Waltharistraße 7 (zerstört)
- 1911: Wohnhaus Bondy in Berlin-Nikolassee, An der Rehwiese 13[7]
- 1925–1930: Wohnanlage Brunnenhof in Berlin-Gesundbrunnen, Zechliner Straße 5–10, Fordoner Straße, Koloniestraße, für Baumeister Otto Fritzsche[8]
- 1928: Wohnhaus in Bad Saarow[9]
- 1928–1929: Wohnanlage in Berlin-Steglitz, Albrechtstraße 59–60, für Baumeister Otto Fritzsche[10]
- 1930–1931: Junggesellenhaus in Berlin-Westend, Fredericiastraße 2–3, für Baumeister Otto Fritzsche[11]–––
- 1930–1931: Witzleben-Garage mit Tankstelle (zerstört), für Baumeister Otto Fritzsche[12]
- 1935–1936: Wohnhaus Albert Weinsheimer in Berlin-Wannsee, Bergstücker Straße 7[13]